# Ana Free
Ana Gomes Ferreira, född 29 juni 1987 i Lissabon, är en portugisisk singer-songwriter känd via artistnamnet Ana Free. Hon har blivit känd genom videodelningssajten Youtube.

## Biografi
Under sin barndom gick hon i en internationell skola nära Cascais. Hon började skriva och komponera vid 10 års ålder och har kunnat spela gitarr i över 10 år. Hon bor för närvarande i Los Angeles.
Frees första singel, som släpptes den 23 maj 2008, heter "In My Place". Hennes mest populära låt är en cover på Nickelbacks "Savin' Me".
2013 släpptes albumet Together. 2015 kom EP:n The Weight of the Soul.